# Camille Perl
Pour les articles homonymes, voir Perl.
Camille Perl, né le 13 octobre 1938 à Mamer (Luxembourg) et mort le 21 juillet 2018 au Vatican, est un prélat luxembourgeois qui a été, de 2008 à 2009, le vice-président de la commission pontificale « Ecclesia Dei », après en avoir été le secrétaire de 1988 à 2008.

## Biographie
Entré dans l'ordre bénédictin, Camille Perl étudia la liturgie et devint prêtre pour l'archidiocèse de Luxembourg. De sensibilité traditionnelle, il travailla pour le cardinal Paul Augustin Mayer à la congrégation pour le culte divin et la discipline des sacrements.
Il a pris en charge le dossier de la Fraternité sacerdotale Saint-Pie-X dès 1988 avec les cardinaux Antonio Innocenti et Angelo Felici. 
Il a travaillé à l'élaboration de documents relatifs à la libéralisation du rite tridentin, dont Summorum Pontificum avec le cardinal Castrillon Hoyos.  
Lors du rattachement de la Commission pontificale « Ecclesia Dei » à la Congrégation pour la Doctrine de la Foi par le Motu proprio « Ecclesiæ unitatem » du 2 juillet 2009, son engagement à la dite commission prit fin.
Il est décédé le 21 juillet 2018 dans son appartement au Vatican à Rome.